# Produs național brut
În economie, produsul național brut (PNB) corespunde producției anuale de venituri (valoarea bunurilor și serviciilor create - valoarea bunurilor și serviciilor utilizate sau transformate în timpul procesului de producție), create de o țară, fie că producția se realizează pe teritoriul național, fie în străinătate.
Este folosit în sistemul contabilității naționale.